# The Lodger (banda)
The Lodger é uma banda indie pop de Leeds, Inglaterra, formada em 2004.

## História
The Lodger é uma banda formada em 2004, em Leeds, o nome da banda inspirados por sua acomodação. O line-up inicial era Siddall na guitarra e vocais com Lisa Harker no baixo e Katie James na bateria. Depois de 3 vendidos-out limitado 7 "s (" Muito obrigado pela sua opinião honesta sobre a "Dance to the radio," assistindo "a Double Dragon, e "Let Her Go" em Angulares Records".) E turnês ao redor do Reino Unido e Europa com bandas como The Long Blondes e The Reserch, o grupo lançou seu álbum de estréia Grown-Ups, produzido por Alan Smyth e James Ford, em junho de 2007 na gravadora Angular Records  Reino Unido, Slumberland Records em os EUA, no Japão e Fabtone Fale N ortográfica na Austrália. Por este tempo Harker e James tinha deixado a banda, sendo substituído por Joe Margetts e Renshaw Bruce.

## Os membros da banda
- Ben Siddall: vocais, violão, guitarra, teclados
- Joe Margetts: guitarra
- Bruce Renshaw: bateria, percussão
- Timothy Corbridge: lap steel, guitarra rítmica

## Discografia
- Grown-Ups (Maio de 2007) (CD/LP/download album - released in various countries through Fabtone, Angular Recording Corporation, Noise Deluxe, Slumberland, Speak N Spell/Etch N Sketch)
- Life is Sweet (Maio de 2008) (CD/LP/album - released in various countries through Fabtone, Bad Sneakers Records, Noise Deluxe, Slumberland, Speak N Spell/Etch N Sketch)
- Flashbacks (26 de Abril de 2010) (CD/LP/download - This Is Fake DIY Records (UK) and Slumberland Records (US))

### Singles
- 7" single - "Many Thanks For Your Honest Opinion" (Dance to the Radio) Maio de 2005
- Split 7" single - "Getting Special" (Wrath) Junho de 2005
- 7" single/download - "Watching" / "Not So Fast" (Double Dragon) Dezembro de 2005
- 7" single/download - "Let Her Go" (Angular Recording Corporation) Maio de 2006
- Download single - "Kicking Sand" / "Centuries" (Angular Recording Corporation) Abril de 2007
- 7" single/download - "The Good Old Days" (Bad Sneakers) April 2008
- 7" EP single/download - "I Think I Need You" (Elefant Records) Junho de 2009
- 7" EP single/download - "Have A Little Faith In People" (DIY Records (UK) and Slumberland Records (US))Abril de 2010